# Victoria Barbă
Victoria Ivanovna Barbă (n. 19 septembrie 1926, Tambov, RSFS Rusă, URSS – d. 3 mai 2020
) a fost o regizoare de filme de animație, în special pentru copii, și director al Casei de producție Floricica din Republica Moldova.

## Biografie
De origine meglenoromână după tată, Victoria Barbă s-a născut într-o familie strămutată din Cadrilater în Dobrogea în urma războaielor balcanice (1913). 
Ajunsă ulterior la Leningrad (anii 1946-1948), a absolvit cursurile Institutului de Arte Plastice „Vera Muhina” (astăzi Academia de Artă și Industrie „Alexander von Stieglitz” din Sankt Petersburg⁠(d)), urmând ca ulterior să absolve și cursurile Institutului Pedagogic „Ion Creangă” din Chișinău (1952-1958), astăzi Universitatea Pedagogică de Stat „Ion Creangă”).

## Activitate
Victoria Barbă este considerată fondator al filmelor de animație, în special al filmelor de animație pentru copii.  În 1952 De-a lungul vieții, a colaborat cu casa de producție Moldova-Film, dar a înființat și Casa de producție Floricica, specializată în producerea filmelor de animație pentru copii. , realizând peste 160 de filme și învrednicindu-se de tot atâtea premii, dintre care opt medalii de aur, 98 de diplome, 19 premii, dintre carecinci Grand Prix la diverse festivaluri și concursuri naționale și internaționale din Europa, Asia, Africa. În filmul de animație s-au inițiat zeci de tineri, lucrările lor erau apreciate nu numai la expozițiile republicane, ci și la cele unionale. În cadrul vernisării lucrărilor copiilor la Muzeul de Arte Plastice Muzeul Național de Artă al Moldovei din anul 1966 au fost prtezenți oaspeți de la Studioul Союзмульфильм din Moscova, printre care și Lev Atamanov, fondator și regizor al artei de animație sovietică. S-a decis de a-i oferi Victoriei Barbă un stagiu de 100 de zile la Союзмульфильм.
Filmele studiuoului Floricica au fost proiectate pe toate continentele (în afară de Australia), prezentate la toate festivalurile internaționale de filme de autori și de copii posibile din lume. În manualul Bazele cinematografice, destinat instituțiilor pedagogice, editat la Moscova în 1989, la capitolul film de animație se menționează și activitatea copilor de la Floricica: „cele mai bune filme ale studioului sunt cunoscute în multe țări ale lumii. Printre ele: Alo, vă ascult!, Te salut pâine!, Vă așteptăm la primăvară!, puiul de barză Pătrățel, Și acea dragoste ți-o dedic..., Cum să desenez o pasăre”.
Casa de producție Floricica a colaborat cu copiii din Franța, orașul Perpignan. În 1982 a fost turnate filmulele Într-o noapte de iarnă, Calea ferată și primăvara, după versurile poetului francez Jacques Prevert.  
Floricica a creat filme după motivele poveștilor scriitorului moldovean Spiridon Vangheli. Filmul Bună ziua pâine, inspirat din creația scriitorului a fost turnat în anul 1982 și este considerat cel de-al 101-lea film creat de studiou. 
În 1982 Floricica s-a învrednicit de Diploma concursului internațional tradițional al desenului de copii din India.
Cele patru decenii de activitate a studioului Floricica poate fi divizată în trei perioade: anii 1967-1978, perioada de formare; anii 1978-1991, perioada de aur, Floricica fiind inclusă ca secție componentă a Studioului Moldova-Film; anii 1992-2007, ultima perioadă în activitatea ei. 

## Filmografie
1. Puiul de cocostârc în colivie, 1979
2. Mărțișor - sărbătoarea primăverii, 1980
3. Copiii, soarele și zăpada, 1981
4. În jurul lumii, 1982
5. Opriți timpul, 1982
6. Dragoste de țară, 1983
7. Hora de stele, 1985
8. Ziua de naștere a Carolinei, 1986
9. Căderea frunzelor, 1987
10. Podul de stele, 1987
11. Fantezie cosmică, 1989
12. Iepurașul din ianuarie, 1991[6]

## Distincții
De-a lungul vieții, Viorica Barbă a fost distinsă cu 98 diplome, 19 premii (inclusiv de 5 ori Marele premiu) și 8 medalii de aur la festivaluri republicane și unionale. În 1984 a primit premiul Eminent al învățământului Public. Maestru Emerit al Artei din R.S.S.M.
Distinsă cu 98 de diplome, 19 premii (de 5 ori Marele Premiu) și 8 medalii de aur în cadrul festivalurilor de film republicane și unionale.